# Bactrocera pseudocurcurbitae
Bactrocera pseudocurcurbitae
 es una especie de insecto díptero que White describió científicamente por primera vez en 1999. Esta especie pertenece al género Bactrocera de la familia Tephritidae. Esta especie como plaga agrícola ha sido atacada por los agricultores en Sabah.